# Parc provincial Sandbanks
À ne pas confondre avec le parc provincial Sandbanks à Terre-Neuve-et-Labrador.
Le parc provincial Sandbanks (anglais : Sandbanks Provincial Park) est un parc provincial de l'Ontario (Canada) situé sur la rive nord du lac Ontario, dans le comté de Prince Edward, à l'est de Kingston. 
Ce parc est connu pour ses plages de sable et la plus grande formation de dunes et de bancs de sable en eau douce au monde. Il a été établi en 1970 et est ouvert toute l'année. En 2018, il était devenu une des destinations touristiques préférées des Québécois.

## Description et historique

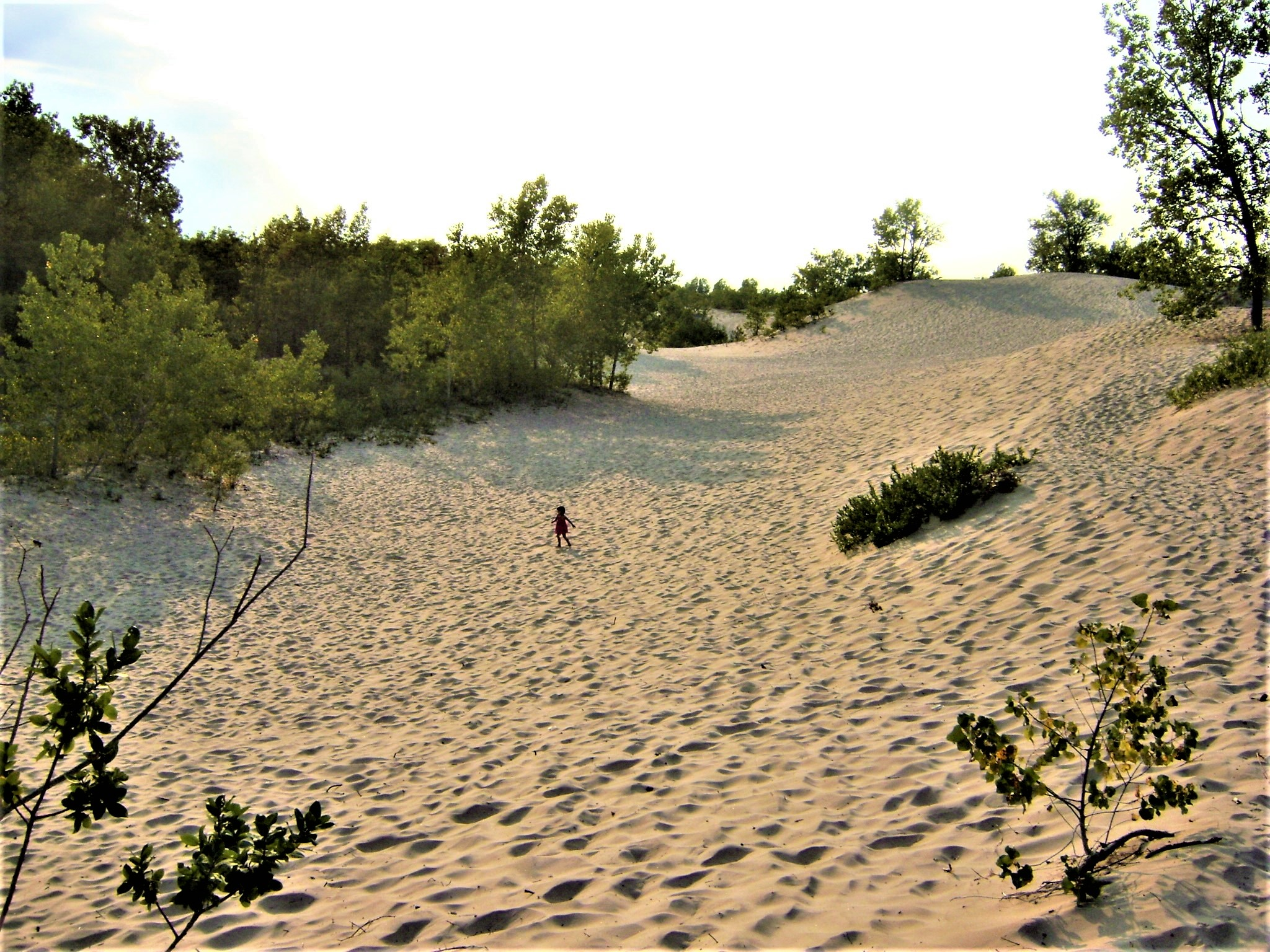
Dune, Parc provincial Sandbanks

Certaines dunes atteignent 25 m de haut. Le système de dunes s'étend sur une longueur de 12 km, depuis la pointe au nord-ouest de moins de 100 m de large jusqu'à atteindre 1,5 km au sud-est. 

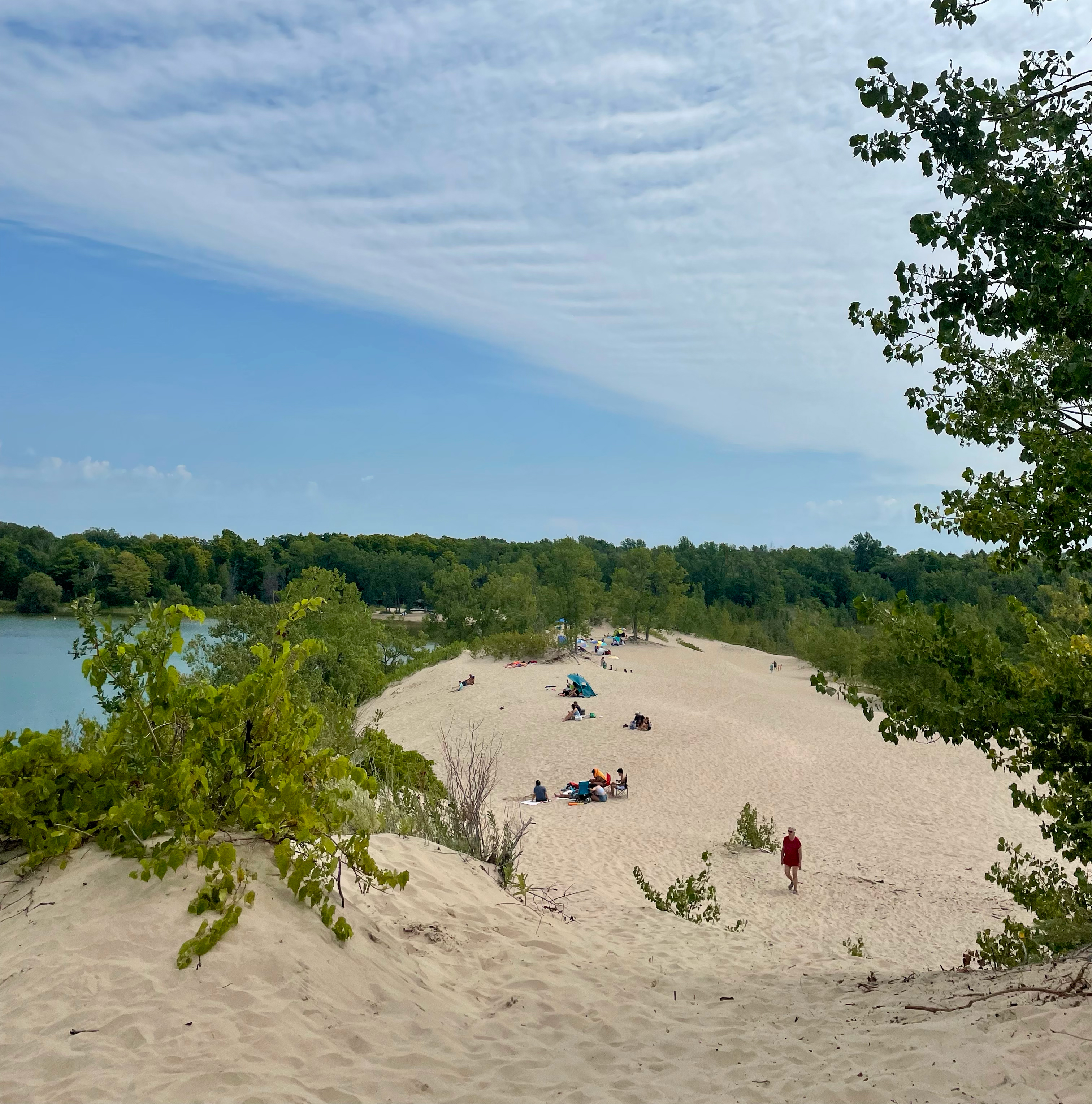
Dune, Parc provincial de Sandbanks (2023)

Il y a 12 500 ans, les glaciers ont laissé dans cette zone d'importants amas de sable. Ceux-ci ont formé des dunes sous l'action des courants qui vont d'Ouest en Est sur la rive nord du Lac Ontario. En raison de la déforestation des rives pour faire place à l'agriculture, le sable s'est déplacé vers l'intérieur des terres, à tel point que, en 1881, la route de West Point a été recouverte de 30 m de sable. Peu après, le petit village d'Athol a été forcé de se relocaliser à la suite d'un semblable événement. 
À partir de 1921, Sandbanks a fait l'objet d'un important projet de reforestation à l'aide de peupliers, afin de recréer les conditions antérieures à la colonisation et d'empêcher le déplacement des dunes. 
Le parc provincial a été créé en 1970, avec l'objectif de protéger les dunes. Le parc compte trois plages et plusieurs sentiers de randonnée.